# Silverklorid
Silverklorid (kemisk formel AgCl) är ett salt av silver och klor.

## Egenskaper

### Ljuskänslighet
Silverklorid är känsligt för ljus och sönderfaller i metalliskt silver och klorgas när det utsätts för ljus.
{\displaystyle {\rm {2\ AgCl+ljus\rightarrow 2Ag+Cl_{2}}}}

### Löslighet i vatten
Silverklorid är ytterst svårlöst i vatten. Genom att droppa silvernitratlösning i en provlösning påvisas kloridjoner genom att det blir en vit flockig fällning av silverklorid:
{\displaystyle {\rm {AgNO_{3}(aq)+Cl^{-}(aq)\rightarrow AgCl(s)+NO_{3}^{-}(aq)}}}

### Löslighet i ammoniak
Däremot så löser sig silverklorid lätt i ammoniak och bildar silverdiamin- och kloridjoner

## Användning
- Fotokänsligheten gör silverklorid utmärkt att användas i fotografiska sammanhang, till exempel i fotopapper.
- Samma egenskap är även användbar i optiska sammanhang som till exempel i fotokromatiska linser
- Silverklorid används vid behandling av kvicksilverförgiftning.